# Olga Sidorova (trapecista)
Olga Sidorova (Ishim, Óblast de Tiumén, Siberia, 1974) es una trapecista, entrenadora aérea y empresaria circense rusa, nacionalizada australiana.

## Biografía
Nació en el seno de una familia pobre de Ishim. A los 12 años viajó a Sverdlovsk y aMoscú y se matriculó en escuelas de circo, que en ese momento eran gratuitas, y se mudaba de un lugar a otro para encontrar refugio y, a menudo, se alimentaba a sí misma y a su perro con sobras de las cafeterías de las escuelas donde se formaba.
Sidorova se entrenó con Genady Totukhov para ser trapecista solista en la Gran Circo Estatal de Moscú, donde fue aceptada entre las 10 plazas disponibles para toda la Unión Soviética y se graduó en 1995.  Juntos desarrollaron una doble pirueta de pie y Sidorova fue la primera trapecista en realizarla en el escenario. Recibió el prestigioso premio Rumyantsev-Karandash al acto más innovador del año. A raíz de esto, fue invitada al Festival Internacional de Circo de Montecarlo, pero no asistió.
Sidorova fue trapecista en solitario con el Circo de Moscú, con el Circo Billy Smart's de Gran Bretaña (1998)y con el espectáculo australiano Inneurve en Gold Coast. Ha actuado en Dubai y fue la primera trapecista en actuar en las Islas Mauricio. En noviembre de 2000 se unió al espectáculo Saltimbanco del Cirque du Soleil, añadiendo sus propias técnicas a un acto creado por Franco Dragone y Shana Carroll.
En 2005, su vida y carrera se describieron en el libro Dreams of the Solo Trapeze: Offstage with the Cirque du Soleil, de Mark Schreiber.El libro siguió a los artistas del espectáculo Saltimbanco del Cirque du Soleil y es el único que se ha escrito del detrás de escena sobre la compañía.
Después de retirarse del circo, Sidorova se convirtió en entrenadora aérea del Instituto Nacional de Artes Circenses de Melbourne, Australia. Adoptó la ciudadanía australiana y fundó en 2009, su propia empresa de creación de artes aéreas, Dancing in the Air, con sede en Sídney. También se desempeñó como directora de circo para el espectáculo Storm del Cirque Imaginaire. También dirige el Trapeze Beach Camp en Nueva Gales del Sur. Su trabajo ha influido en trapecistas de todo el mundo.